# Guillos
Guillos [ɡijɔs] est une commune du Sud-Ouest de la France, située dans le département de la Gironde, en région Nouvelle-Aquitaine.

## Géographie

### Localisation
Commune de l'aire d'attraction de Bordeaux, située sur le Tursan, affluent du Ciron, la commune se trouve à 38 km au sud de Bordeaux, chef-lieu du département, à 23 km à l'ouest de Langon, chef-lieu d'arrondissement et à 18 km au sud-ouest de Podensac, chef-lieu de canton.

### Communes limitrophes
Les communes limitrophes en sont Landiras à l'est, Origne au sud, Louchats au sud-ouest et Cabanac-et-Villagrains au nord-ouest.
| Cabanac-et-Villagrains |         |          |
|                        | Guillos | Landiras |
| Louchats               | Origne  |          |

### Climat
Pour des articles plus généraux, voir Climat de la Nouvelle-Aquitaine et Climat de la Gironde.
Historiquement, la commune est exposée à un climat océanique aquitain.  
En 2020, Météo-France publie une typologie des climats de la France métropolitaine dans laquelle la commune est exposée à un climat océanique et est dans la région climatique  Aquitaine, Gascogne, caractérisée par une pluviométrie abondante au printemps, modérée en automne, un faible ensoleillement au printemps, un été chaud (19,5 °C), des vents faibles, des brouillards fréquents en automne et en hiver et des orages fréquents en été (15 à 20 jours).
Pour la période 1971-2000, la température annuelle moyenne est de 12,5 °C, avec une amplitude thermique annuelle de 14,4 °C. Le cumul annuel moyen de précipitations est de 922 mm, avec 12,3 jours de précipitations en janvier et 7,3 jours en juillet. Pour la période 1991-2020, la température moyenne annuelle observée sur la station météorologique la plus proche, située sur la commune de Sauternes à 13 km à vol d'oiseau, est de 13,9 °C et le cumul annuel moyen de précipitations est de 859,6 mm,. Pour l'avenir, les paramètres climatiques de la commune estimés pour 2050 selon différents scénarios d'émission de gaz à effet de serre sont consultables sur un site dédié publié par Météo-France en novembre 2022.

## Urbanisme

### Typologie
Au 1er janvier 2024, Guillos est catégorisée commune rurale à habitat dispersé, selon la nouvelle grille communale de densité à sept niveaux définie par l'Insee en 2022.
Elle est située hors unité urbaine. Par ailleurs la commune fait partie de l'aire d'attraction de Bordeaux, dont elle est une commune de la couronne,. Cette aire, qui regroupe 275 communes, est catégorisée dans les aires de 700 000 habitants ou plus (hors Paris),.

### Occupation des sols

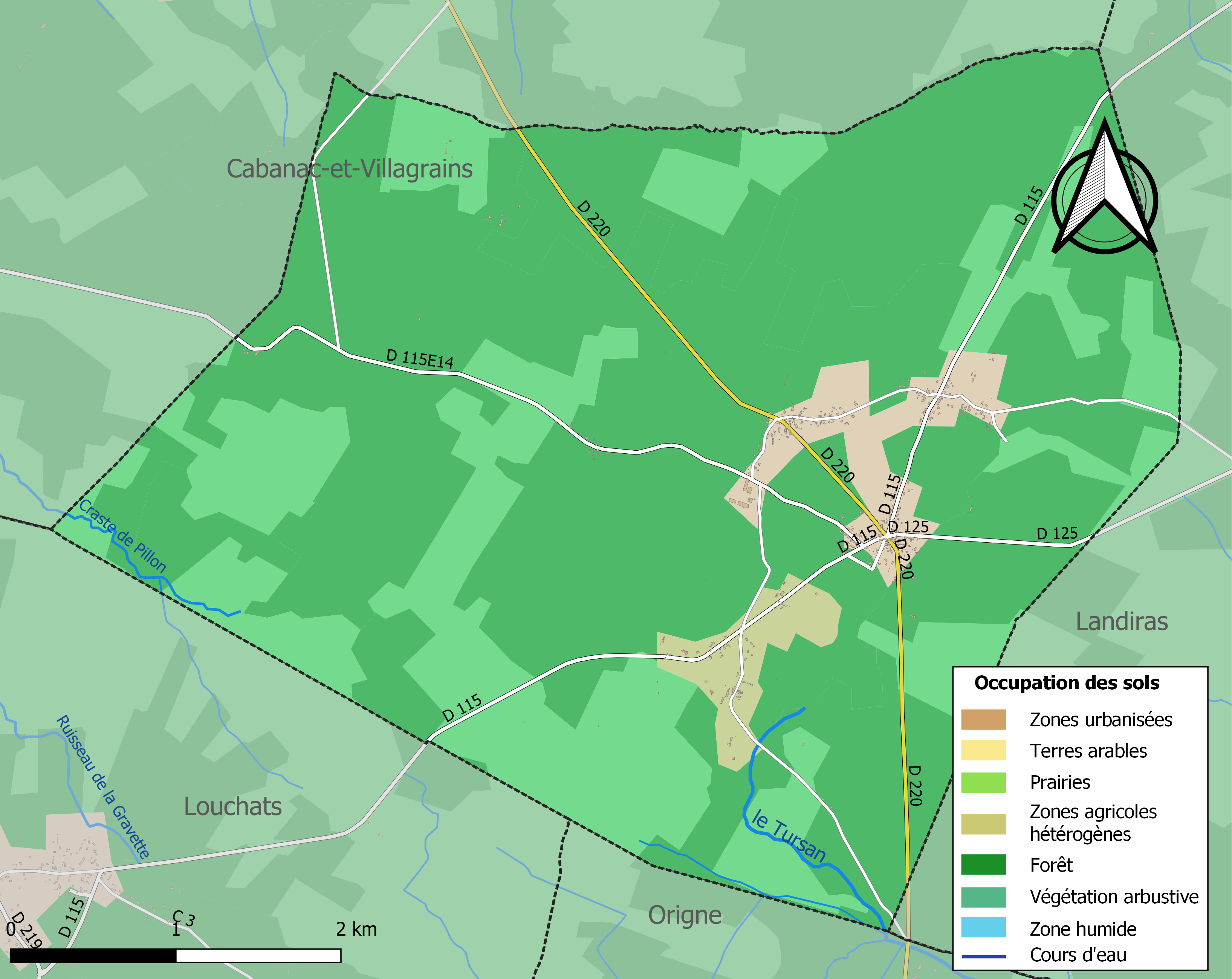
Carte des infrastructures et de l'occupation des sols de la commune en 2018 (CLC).

L'occupation des sols de la commune, telle qu'elle ressort de la base de données européenne d’occupation biophysique des sols Corine Land Cover (CLC), est marquée par l'importance des forêts et milieux semi-naturels (94,2 % en 2018), en diminution par rapport à 1990 (96,1 %). La répartition détaillée en 2018 est la suivante : 
forêts (68,9 %), milieux à végétation arbustive et/ou herbacée (25,3 %), zones urbanisées (3,6 %), zones agricoles hétérogènes (2,1 %). L'évolution de l’occupation des sols de la commune et de ses infrastructures peut être observée sur les différentes représentations cartographiques du territoire : la carte de Cassini (XVIIIe siècle), la carte d'état-major (1820-1866) et les cartes ou photos aériennes de l'IGN pour la période actuelle (1950 à aujourd'hui).

### Voies de communication et transports
Les principales voies de communication routière sont la route départementale D 220 qui mène vers le nord à Cabanac-et-Villagrains puis La Brède et vers le sud à Origne et Saint-Symphorien, la route départementale D 125 qui mène vers le nord-est à Landiras puis Cadillac ou Langon et la route départementale D 115 qui mène vers le sud-ouest à Hostens.
L'accès à l'autoroute A62 (Bordeaux-Toulouse) le plus proche est le no 2, dit de Podensac, qui se situe à 15 km vers le nord-est.

L'accès no 1, dit de Bazas, à l'autoroute A65 (Langon-Pau) se situe à 30 km vers l'est-sud-est.
Les gares SNCF les plus proches sont celles de Barsac, Cérons et Podensac, toutes trois à 18 ou 19 km du village. Celle de Langon qui propose plus de trafic se trouve à 23 km. Dans ces quatre gares, le réseau est celui de la ligne Bordeaux - Sète du TER Nouvelle-Aquitaine.

### Risques majeurs
Le territoire de la commune de Guillos est vulnérable à différents aléas naturels : météorologiques (tempête, orage, neige, grand froid, canicule ou sécheresse), inondations, feux de forêts et séisme (sismicité très faible). Un site publié par le BRGM permet d'évaluer simplement et rapidement les risques d'un bien localisé soit par son adresse soit par le numéro de sa parcelle.
La commune a été reconnue en état de catastrophe naturelle au titre des dommages causés par les inondations et coulées de boue survenues en 1982, 1999, 2009 et 2020,.
Guillos est une des communes françaises les plus exposées au risque de feu de forêt : lors de l'incendie de Landiras en 2022, 83% de son territoire a brûlé. Depuis le 20 avril 2016, les départements de la Gironde, des Landes et de Lot-et-Garonne disposent d’un règlement interdépartemental de protection de la forêt contre les incendies. Ce règlement vise à mieux prévenir les incendies de forêt, à faciliter les interventions des services et à limiter les conséquences, que ce soit par le débroussaillement, la limitation de l’apport du feu ou la réglementation des activités en forêt. Il définit en particulier cinq niveaux de vigilance croissants auxquels sont associés différentes mesures,.

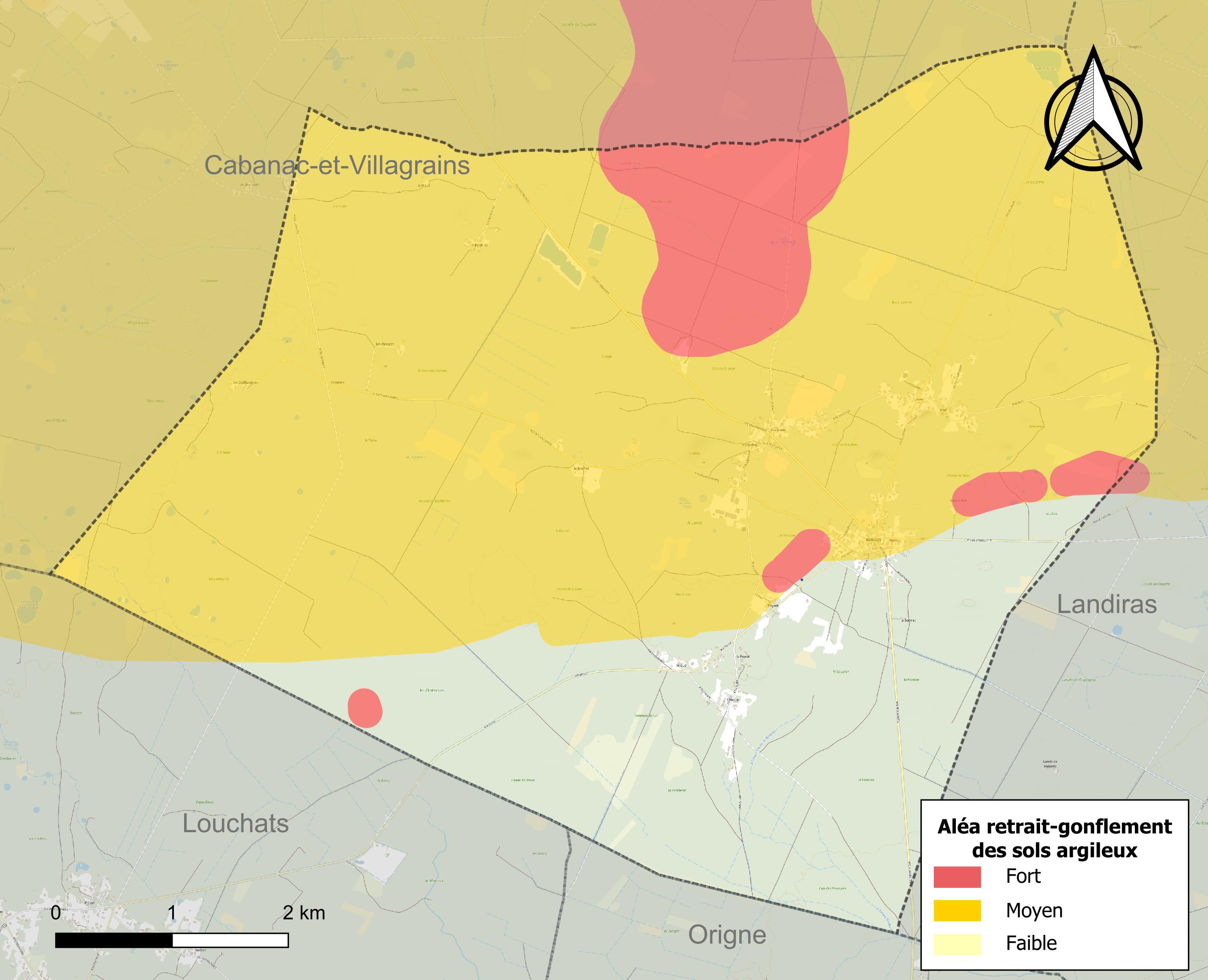
Carte des zones d'aléa retrait-gonflement des sols argileux de Guillos.

Le retrait-gonflement des sols argileux est susceptible d'engendrer des dommages importants aux bâtiments en cas d’alternance de périodes de sécheresse et de pluie. 74,2 % de la superficie communale est en aléa moyen ou fort (67,4 % au niveau départemental et 48,5 % au niveau national). Sur les 198 bâtiments dénombrés sur la commune en 2019, 154 sont en aléa moyen ou fort, soit 78 %, à comparer aux 84 % au niveau départemental et 54 % au niveau national. Une cartographie de l'exposition du territoire national au retrait gonflement des sols argileux est disponible sur le site du BRGM,.
Par ailleurs, afin de mieux appréhender le risque d’affaissement de terrain, l'inventaire national des cavités souterraines permet de localiser celles situées sur la commune.
Concernant les mouvements de terrains, la commune a été reconnue en état de catastrophe naturelle au titre des dommages causés par la sécheresse en 2005 et par des mouvements de terrain en 1999.

## Toponymie
En gascon, le nom de la commune est Guilhòs.

## Histoire
Pour l'état de la commune au XVIIIe siècle, voir l'ouvrage de Jacques Baurein.
À la Révolution, la paroisse Saint-Martin de Guillos forme la commune de Guillos. En l'an IX (1800-1801), la commune de Guillos est rattachée à celle de Landiras qui devient Landiras-et-Guillos. En 1850, la commune de Guillos est rétablie par démembrement de la commune de Landiras-et-Guillos,. Le 12 Juillet 2022, l'incendie forestier situé entre Landiras et Guillos provoque l'évacuation d'une partie de la population. Le 13 Juillet 2022, l'intégralité de la commune de Guillos est évacuée face à l'ampleur de l'incendie. Au 15 Juillet 2022, une habitation est déclarée détruite par les flammes.

## Politique et administration
| Période                                  | Période  | Identité          | Étiquette | Qualité       |
| ---------------------------------------- | -------- | ----------------- | --------- | ------------- |
| Les données manquantes sont à compléter. |          |                   |           |               |
| avant 1995                               | ?        | Roland Dupouy     | DVD       |               |
| mars 2008                                | 2014     | Jean-Louis Bedout |           |               |
| mars 2014                                | En cours | Mylène Doreau     | PS        | Fonctionnaire |

## Démographie
Les habitants sont appelés les Guillossais.
L'évolution du nombre d'habitants est connue à travers les recensements de la population effectués dans la commune depuis 1793. Pour les communes de moins de 10 000 habitants, une enquête de recensement portant sur toute la population est réalisée tous les cinq ans, les populations de référence des années intermédiaires étant quant à elles estimées par interpolation ou extrapolation. Pour la commune, le premier recensement exhaustif entrant dans le cadre du nouveau dispositif a été réalisé en 2004.

En 2022, la commune comptait 454 habitants, en évolution de +0,89 % par rapport à 2016 (Gironde : +6,91 %, France hors Mayotte : +2,11 %).
| 1793 | 1800 | 1851 | 1856 | 1861 | 1866 | 1872 | 1876 | 1881 |
| ---- | ---- | ---- | ---- | ---- | ---- | ---- | ---- | ---- |
| 332  | 311  | 501  | 487  | 489  | 508  | 469  | 481  | 454  |

| 1886 | 1891 | 1896 | 1901 | 1906 | 1911 | 1921 | 1926 | 1931 |
| ---- | ---- | ---- | ---- | ---- | ---- | ---- | ---- | ---- |
| 464  | 415  | 439  | 450  | 454  | 454  | 362  | 337  | 329  |

| 1936 | 1946 | 1954 | 1962 | 1968 | 1975 | 1982 | 1990 | 1999 |
| ---- | ---- | ---- | ---- | ---- | ---- | ---- | ---- | ---- |
| 302  | 311  | 258  | 250  | 253  | 225  | 266  | 372  | 357  |

| 2004 | 2006 | 2009 | 2014 | 2019 | 2022 | - | - | - |
| ---- | ---- | ---- | ---- | ---- | ---- | - | - | - |
| 379  | 377  | 408  | 441  | 451  | 454  | - | - | - |

En juillet 2022, comme expliqué plus haut, la commune doit faire face à des feux incontrôlables. Les habitants ont dû évacuer et il ne reste que la maire de la ville, les gendarmes et les pompiers.

## Économie
Lieu de production de graves (AOC).

### Lieux et monuments
- L'église Saint-Martin a été construite en 1862 dans le style néoroman sur l'emplacement d'une ancienne église[34] ; elle est surmontée d'un clocher Donnet. Elle est inscrite à l'Inventaire général du patrimoine culturel[35].
- Elle abrite une statue de la Vierge à l'enfant qui date du XVe siècle et qui a fait l'objet d'un classement à l'inventaire des monuments historiques en 1903[36].
- Église Notre-Dame-d'Espérance de Guillos.

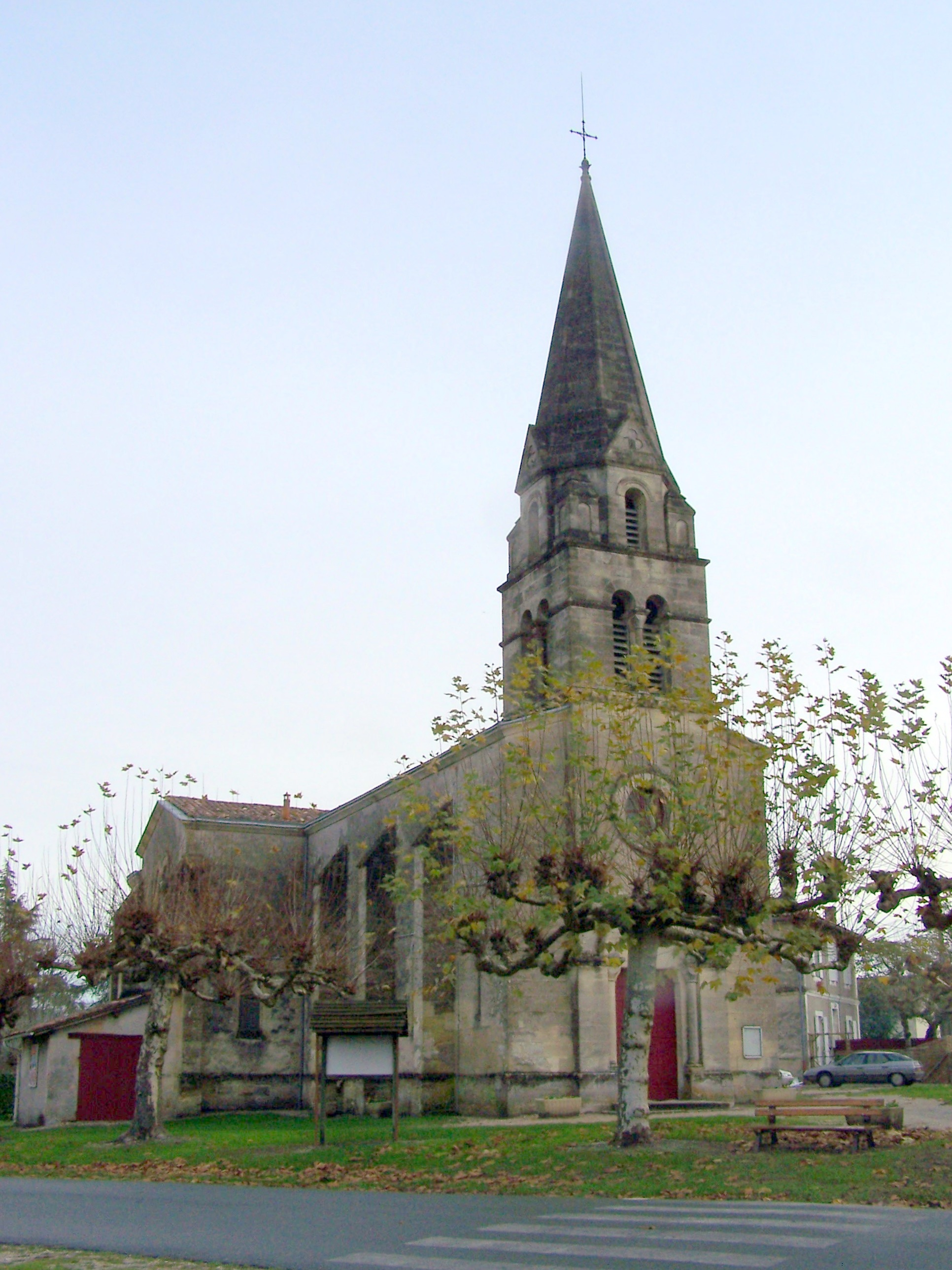
L'église Saint-Martin.
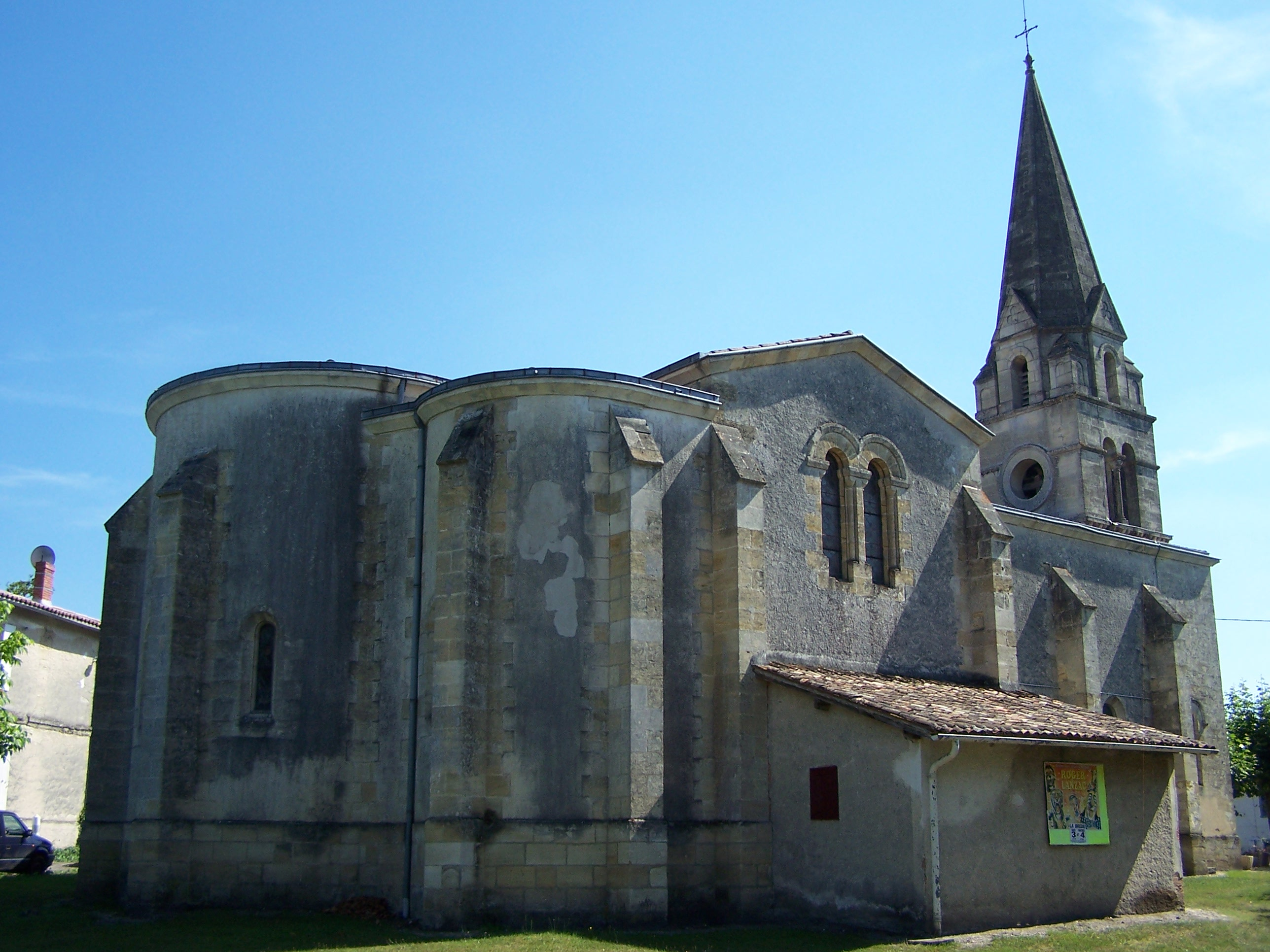
Le chevet de l'église Saint-Martin.
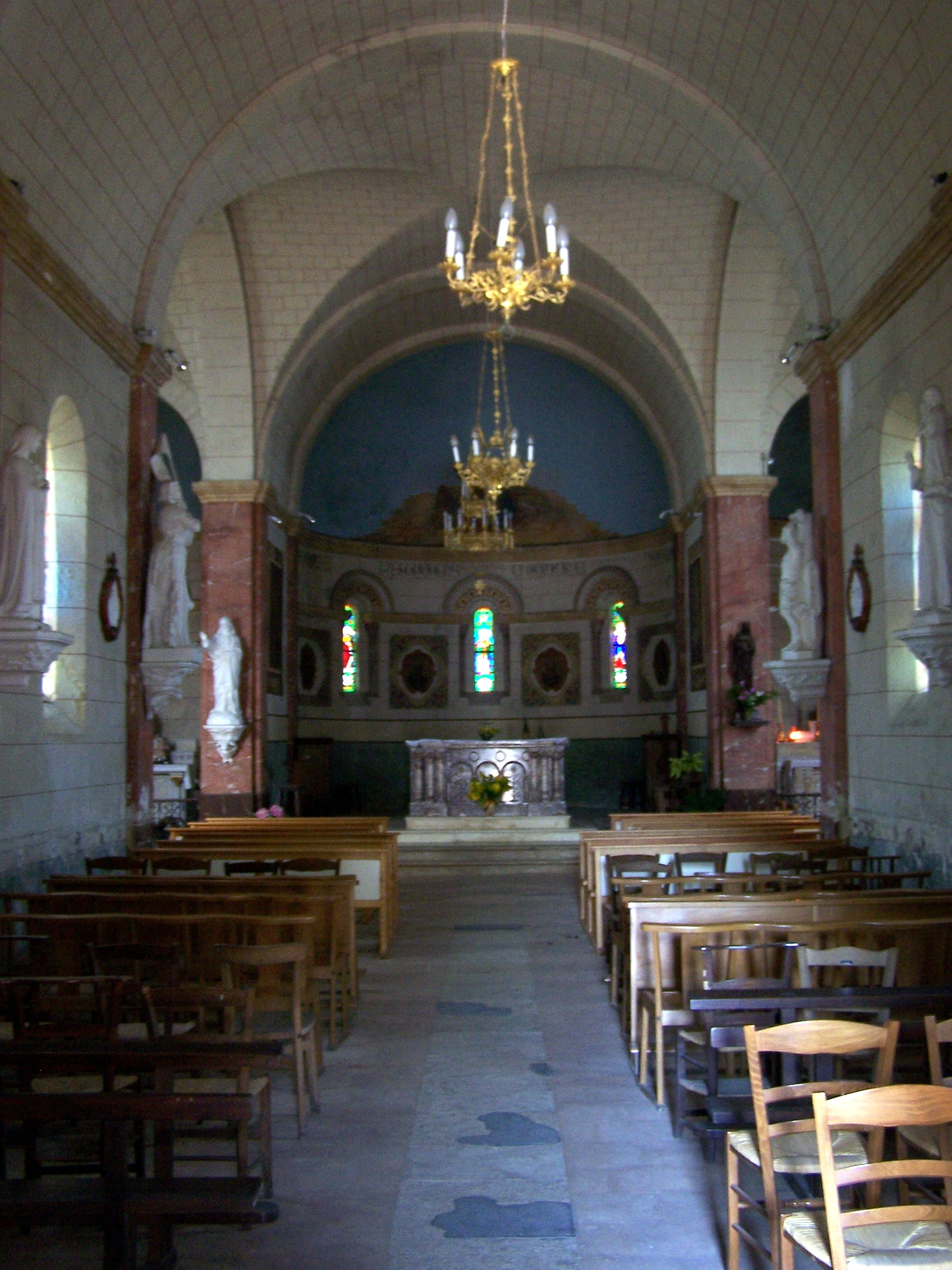
La nef de l'église Saint-Martin.
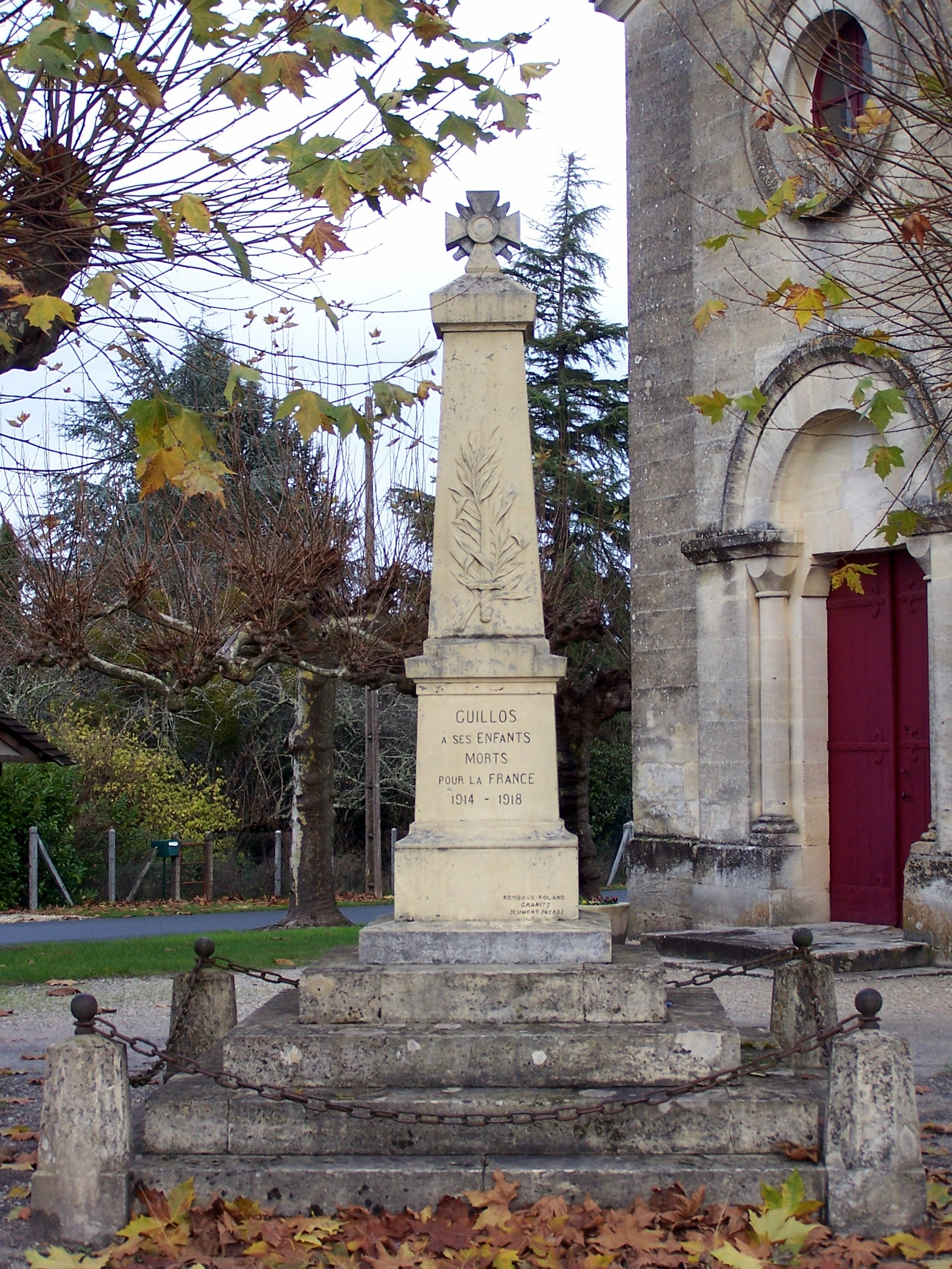
Le monument aux morts près de l'église.

### Héraldique
| Blason de Guillos | Blason  | Écartelé, au premier et au quatrième de gueules aux quatre pals d'or, à la bordure de sable chargée de douze besants d'argent, au deuxième et au troisième d'argent à la croix de gueules chargée de cinq étoiles d'or ; sur le tout, d'azur au lion d'or à la queue léopardée armé et lampassé de gueules. |
| Blason de Guillos | Détails | La commune ayant fait partie de la commune de Landiras-et-Guillos jusqu'en 1850, Guillos partage ce blason avec la commune de Landiras. Officiel, présenté sur le site internet de la commune. |